# Рудолф Калман
Рудолф Емил Калман (мађ. Kálmán Rudolf Emil; Будимпешта, 19. мај 1930 – Гејнсвил, 2. јул 2016) био је амерички инжењер електротехнике, математичар и проналазач мађарског порекла.

## Живот и каријера
Рудолф Калман је рођен у Будимпешти 1930. од оца Ота и мајке Урсуле. У САД је емигрирао 1943, а дипломирао 1953. и магистрирао годину дана касније на МИТ-у, а докторирао 1957. на Универзитету Колумбија.
Био је професор на Универтитету Станфорд од 1964. до 1971, а потом професор и директор Центра за математичку теорију система на Универзитету Флориде од 1971. до 1992.
Умро је 2. јула 2016. у преподневним сатима у својој кући у Гејнсвилу.